# Time (Arashi)
Time è il settimo album studio del gruppo musicale giapponese degli Arashi. L'album è stato pubblicato l'11 luglio 2007 dalla J-Storm ed ha raggiunto la prima posizione della classifica Oricon degli album più venduti in Giappone.

## Tracce
1. Oh Yeah! – 4:42
2. Love So Sweet – 4:51
3. Wave – 3:49
4. We Can Make It! – 4:12
5. Firefly – 3:51
6. Taiyou no Sekai – 4:44
7. Carry On – 4:16
8. Rock You – 4:10
9. Cry For You – 3:57
10. Love Situation – 4:07
11. Kaze – 4:21
12. Be With You – 5:09
13. Life – 5:05
14. Aozora Pedal – 5:23
15. Everybody Zenshin – 4:07